# Upanišady
Upanišady (v dévanágarí उपनिषद् ) jsou staroindická literární díla nábožensko-filosofického charakteru a představují součást hinduistické kulturní tradice. Představují vrchol védské filosofie. Moderní učenci je datují do let 800 až 400 př. n. l. Z původních 1130 upanišad  se do současnosti dochovalo přes 220, z nichž 108 uvádí Muktikópanišad a všeobecně je do různých jazyků, včetně češtiny  přeloženo ze sanskrtu 13 nejznámějších: Brhadáranjakópanišad, Čhándógjópanišad, Aitaréjópanišad, Taittiríjópanišad, Kaušítakjupanišad, Išópanišad, Kathópanišad, Kénópanišad, Mundakópanišad, Prašnópanišad, Mándúkjópanišad, Švétášvatarópanišad, Maitrájaníjópanišad.
Hlavním tematem upanišad je spojení sama sebe (átma) s nejvyšším kosmickým principem (brahma) jak cestou meditace tak cestou skutků. Vykládají tajemný význam védských hymnů, jejichž symbolismus je nezasvěcenému čtenáři zcela nepochopitelný. Upanišady nejsou klasickou náboženskou literaturou. Nehledají dogma, ale otevírají poměrně široký prostor pro zkušenosti s átma postupně ztotožňovaným se Šivou a Savitarem ve Švétášvatara upanišadě nebo Višnuem v Mahánárájana upanišadě Táittiríja áranjaky. Bez zkušenosti s átma představuje studium upanišad jen spekulace, do nichž za Buddhovy doby učitelé védských filozofií upadli.

## Etymologie
Význam sanskrtského slova upanišad není zcela jednoznačný. Někteří etymologové je vysvětlují jako přiřazení, ale pravděpodobnější se zdá být tradiční odvození od sanskrtského slovního kořenu sad (sedět) s předponami upa a ni, naznačujícími akci směrem k někomu či k něčemu a dolů.  Jde tedy o jakési přisednutí žáka k nohám učitele, aby mohl z jeho úst vyslechnout ponaučení, cosi jako důvěrné sdělení. Nezřídka se jako synonyma pro tento termín používá i slova rahasja (tajemství). Už to naznačuje, že obsah upanišad nebyl určen širší veřejnosti, nýbrž jen zasvěcencům.

## Obsah
Upanišady rozvíjejí tematiku a pojmy véd, zejména otázky kosmologické a koncepci brahma a átma. Látku véd uspořádávají v ucelený systém, avšak na rozdíl od véd přesouvají důraz z vnějších na vnitřní aspekty jevů. Místo vnějších obřadů se soustřeďují na vnitřní spojení cestou poznání. Některé se zabývají filosofickými problémy původu a podstaty člověka, jeho životní cestou a smyslem existence. Jiné se zabývají morálkou, metodami osvobození od závislosti na vnějších věcech a identifikace átma s okolním světem. Podle upanišad má vše konečné pouze hodnotu jako součást a odraz nekonečné a věčné reality – ztotožnění átma a brahma.
Z ničeho nepozná strach ten, kdo poznal štěstí brahma, kterého nemohou postihnout slova a ani mysl. Toho netrápí myšlenky: „Proč jsem nekonal dobro?“ „Proč jsem se dopouštěl hříchů?“ Kdo toto ví, osvobodí átma; neboť skutečné osvobození je ztotožnění átma a brahma. Toto je upanišad, toto je důvěrné vědění brahma.
Taittiríjópanišad II.9.1

## Význam
Upanišady sehrály ve vývoji indického myšlení obrovskou roli a staly se zdrojem idejí nejstarších indických nábožensko-filosofických škol. V Evropě je nejznámější Bhagavadgíta (Píseň Vznešeného), která učení upanišad podává ve srozumitelné formě. Upanišady jsou zdroj a podstata indických filosofických škol védánta a sánkhja a jsou úzce spjaty i se školami jógy a zčásti i s mímánsou. Také buddhismus sdílí s upanišadami učení o karmě a vztahu bytí a nebytí. Vlivy upanišad lze sledovat i v učení Gándhího a v evropské filosofii zejména u Schopenhauera a Deussena.

## Česká vydání
- Bůh jsi Ty! (Odkaz staroindických upanišad) (1945, přeložil Rudolf Janíček), nakladatelství J. Jiránek, Železný Brod
- Světlo upanišad (1948, přeložil Rudolf Janíček), nakladatelství J. Jiránek, Železný Brod
- Upanišady (2004, přeložil Dušan Zbavitel), nakladatelství DharmaGaia